# Série 1000 de FEVE
La Série 1000 de FEVE est composée d'un groupe presque homogène de 42 locomotives Alsthom, distribuées dans différentes compagnies, dont 26 sont passés aux mains de la FEVE. Ils ont été un exemple de robustesse tout au long de plusieurs décennies, plusieurs d'entre elles restant en activité encore de nos jours pour des entreprises particulières et la FGC et la FGV. En outre, la FEVE en a utilisé pour les reconvertir dans le modèle 1900.

## Histoire
Les Alsthom série 1000 font partie d'un plan de modernisation promu par le Ministère des travaux Publics, avec lequel on prétendait aider les compagnies ferroviaires à voie étroite, incapables par ses propres moyens vu sa faible économie, à moderniser le parc roulant et supprimer la traction à vapeur. Fruit de ce plan arrivent en Espagne diverses séries de locomotives et de véhicules à moteur diesel, en majorité d'origine française. En 1955 entrent en service les premières Alsthom livrées par le MOP, du modèle Union Française BB44, ou BB500, également connues sur le marché colonial. Vu l'excellent résultat obtenu par les locomotives acquises par le MOP pour les divers chemins de fer, plusieurs d'entre elles ont décidé d'acheter pendant les années 60, cette fois par leur compte, de nouvelles locomotives du même modèle, mais d'une plus grande puissance (925 CV).

## Passage à la FEVE
Avec la cession de diverses entreprises privées à FEVE, le matériel devient aussi la propriété de cette entreprise, et parmi celui-ci on trouve une grande quantité d'Alsthom que l'État a distribué. Ainsi les locomotives de la Cantabrie, Económicos de Asturias, Sociedad General de Ferrocarriles Vasco Asturiana, Chemin de fer de La Robla, Santander-Bilbao et la 1008 de Manresa-Olván à la FEVE. Les autres restant en Catalogne et vendues au Chemin de fer du Tajuña, aux Caminhos de ferro portugueses (CP) en 1974 (série 9001 à 9006).
Depuis leur arrivée à la FEVE elles ont servi aux transport de voyageurs et marchandises jusqu'aux années 80, lorsqu'elles ont été destinées aux trajets courts de marchandises et manœuvres, remplacées par les nouvelles Alsthom 1600 et 1650, et abandonnant définitivement le transport des voyageurs.
Pendant leur temps à la FEVE elles ont subi très peu de maintenance, hormis l'installation de frein à air comprimé, installation de nouveaux accouplements automatiques Alliance, ou la modification des grilles des capots des machines de la série faible, égalisant celles de la série haute. On a aussi modifié la signalisation lumineuse en l'adaptant à la réglementation de la FEVE. De la même manière, pendant leurs dernières années de service, quelques locomotives ont été dotées du système de sécurité ASFA.
Avec son retrait du parc roulant de la FEVE pour obsolescence, et au vu de sa grande fiabilité, l'entreprise a décidé sa transformation, en reconvertissant 17 unités jusqu'en 2004 dans la nouvelle Série 1900.

## Voir également
- Série 1500 de FEVE
- Série 1600 de FEVE
- Série 1900 de FEVE
- Série 2400 de FEVE
- Série 2600 de FEVE
- Série 2700 de FEVE
- Disposition des essieux
- Classification des locomotives